# Elisenau (Ahrensfelde)
Elisenau ist ein Wohnplatz im Ortsteil Blumberg der Gemeinde Ahrensfelde, Land Brandenburg.

## Lage

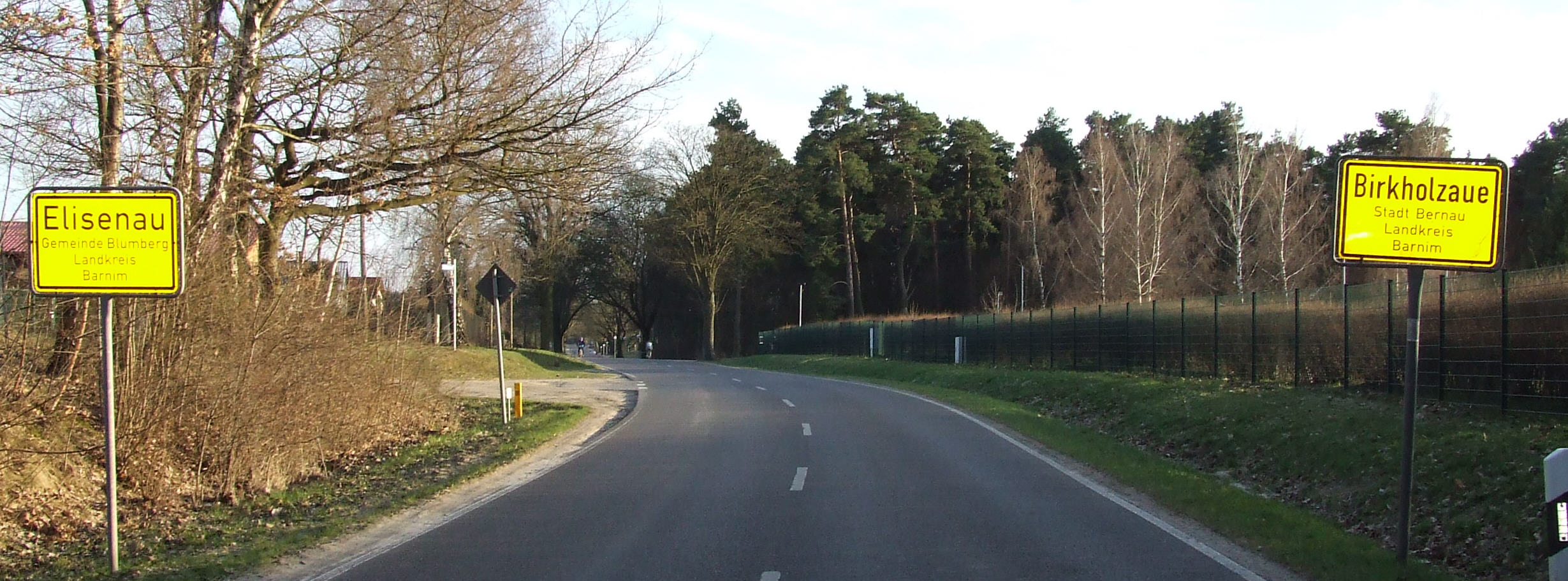
Zwei Ortschaften, eine Straße. Elisenau liegt östlich und Birkholzaue westlich.

Die Ortschaft erstreckt sich entlang der L31 zwischen Blumberg und Bernau bei Berlin sowie Richtung Börnicke auf der Hochfläche des Barnim.

## Geschichte
Elisenau wurde 1823 als Vorwerk durch den Kammerpräsidenten und Ritterschaftsdirektor Carl Friedrich von Goldbeck gegründet. Dieser war Besitzer der nahegelegenen Rittergüter Blumberg, Eiche, Mehrow und Hellersdorf. Im Norden von Blumberg, an der Seemake, legte er die Feldmark von Blumberg, Börnicke und Lindow (zu Bernau) zu einem 293 Hektar großen Vorwerk zusammen und gab ihm den Namen Elisenau nach seiner Tochter Elisabeth.
1836 kaufte der Geheime Rat Graf Friedrich Ludwig von Arnim die Güter Goldbecks aus seinem Lehnstamm und damit auch Elisenau, das 18.000 Taler kostete. Für nahezu 100 Jahre blieb das Gut im Besitz des gräflichen Adelsgeschlechts von Arnim. Besitzer waren: Friedrich Adolph von Arnim (1866 bis 1871), Georg Friedrich von Arnim-Zichow (1871 bis 1881), Hermann von Arnim-Muskau (1881 bis 1919) und Adolf von Arnim (1919 bis 1931).
In dieser Zeit war der Haupterwerb die Landwirtschaft, insbesondere Getreide, Hackfrüchte und Futterpflanzen, sowie die Schafzucht. 1871 lebten hier 58 und 1881 56 Einwohner in drei Haushalten.
Kurz bevor der damalige Gutsbesitzer Adolf Graf von Arnim 1931 verstarb, verkaufte er Blumberg und Elisenau an die „Gemeinnützige Siedlungs-Treuhandgesellschaft“. Diese von Franz Oppenheimer gegründete und später auch vom preußischen Staat finanzierte Gesellschaft sollte ländliche Güter entwickeln. Nachfolgend wurden große Teile der  Feldmark in Siedlerstellen umgewandelt. Die Siedlung entwickelte sich so rasch, dass bereits 1932 ein Lehrer aus Blumberg die Kinder unterrichtete. 1936 wurde ein eigener Lehrer bewilligt. Zwischen September 1933 und Juni 1934 existierte hier ein Außenlager des KZ Oranienburg. 1939 wird schließlich das Lager RAD wJ 8/42 des Reichsarbeitsdienstes für die weibliche Jugend eingerichtet. Etwa 40 Maiden, darunter 33 Arbeitsmaiden, im Alter von 17 bis 25 verrichteten hier einen sechsmonatigen Dienst, bei dem sie die örtlichen Siedler unterstützten.
Am 31. März 1960 wurde durch Zusammenlegung des Bodens der örtlichen Bauern die LPG Typ I „Pomona“ gegründet. Diese hatte die Aufgabe der Versorgung Berlins mit Obst. Nach 1990 wurden der Obstanbau zunächst vereinzelt weitergeführt und ab 2011 als Pomona Gartenbau wieder zusammengeführt. Die Selbstpflücke-Anlage bietet außer Erdbeeren auch zahlreiche anderen Beerenfrüchte sowie Steinobst an.